# Dépénalisation

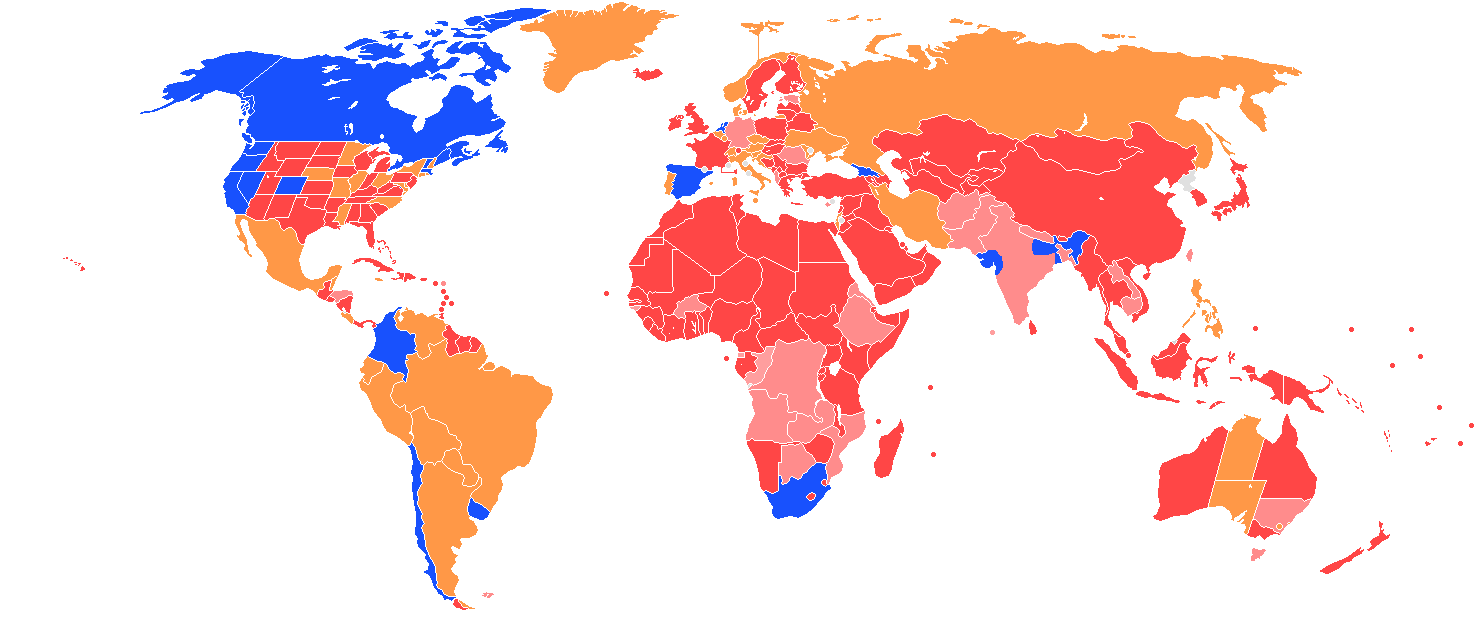
Lois mondiales sur la possession de petites quantités de cannabis.

La dépénalisation est l'abolition de sanctions pénales pour certains actes, même si des amendes peuvent toujours s'appliquer. Cette évolution est différente de la légalisation (en) . En dépénalisant, le rédacteur décide que soit l'infraction en cause reposera à l'avenir sur des conditions plus restrictives, soit exposera son auteur à une peine moins forte.
Voici quelques exemples de sujets ayant fait l'objet de débats pour leur dépénalisation :
- avortement
- possession de drogue
- euthanasie
- homosexualité
- polygamie
- prostitution
- outrage
- stationnement payant sur voirie[1]
- cannabis

Les infractions dépénalisées peuvent toujours être sujettes à sanctions ; par exemple, une amende peut remplacer les sanctions pénales pour possession d'une drogue dépénalisée.